# Čabalovce
Čabalovce (in tedesco Tschabalotz, in ungherese Csabaháza, in ruteno Čabalivcy) è un comune della Slovacchia facente parte del distretto di Medzilaborce, nella regione di Prešov.
Fu menzionato per la prima volta in un documento storico nel 1494 (Chabaloch) quando apparteneva al Conte Miklós Bakóczy. Successivamente passò agli Erdődy e nel 1557 alla Signoria di Humenné. Nel XVIII secolo venne ereditato dai nobili latifondisti Hadik-Barkóczy.
Del comune di Čabalovce fa parte anche la frazione di Sterkovce (in tedesco Sterkotz , in ungherese Szterkóc, in ruteno Sterkivcy), citata per la prima volta nel 1494.